# Rana kauffeldi
Rana kauffeldi é uma espécie de anfíbio anuro da família Ranidae. Está presente nos Estados Unidos. A UICN classificou-a como pouco preocupante.